# Mount Ngungun
Mount Ngungun är ett berg i Australien. Det ligger i regionen Sunshine Coast och delstaten Queensland, omkring 64 kilometer norr om delstatshuvudstaden Brisbane. Toppen på Mount Ngungun är 253 meter över havet.
Runt Ngungun är det ganska glesbefolkat, med 38 invånare per kvadratkilometer.. Närmaste större samhälle är Woodford, omkring 17 kilometer väster om Ngungun. 
I omgivningarna runt Ngungun växer i huvudsak städsegrön lövskog. Genomsnittlig årsnederbörd är 1 446 millimeter. Den regnigaste månaden är januari, med i genomsnitt 281 mm nederbörd, och den torraste är september, med 33 mm nederbörd.